# Gazomètre de Schöneberg
Le gazomètre de Schöneberg (en allemand : Gasometer Schöneberg) est un réservoir de gaz à basse pression mis en service en 1913 et mis hors service en 1995 sur l'ancien site de la GASAG (en) à Berlin-Schöneberg, et plus précisément de la zone de Rote Insel.
Après sa fermeture, il a été démantelé. Seul le cadre du conteneur a été conservé.
Le bâtiment classé haut de 78 mètres est considéré comme un point de repère de site de l'EUREF (de).

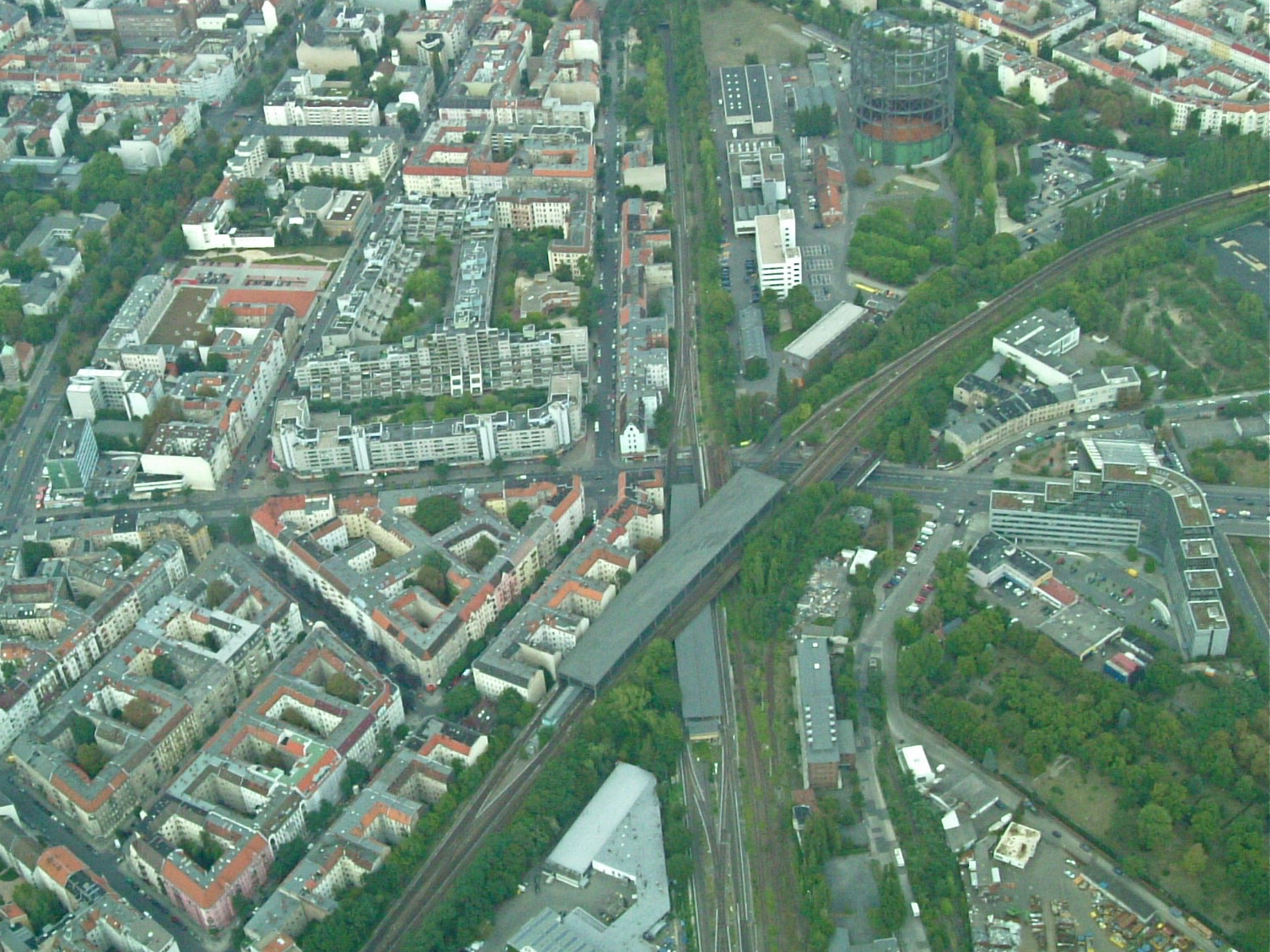
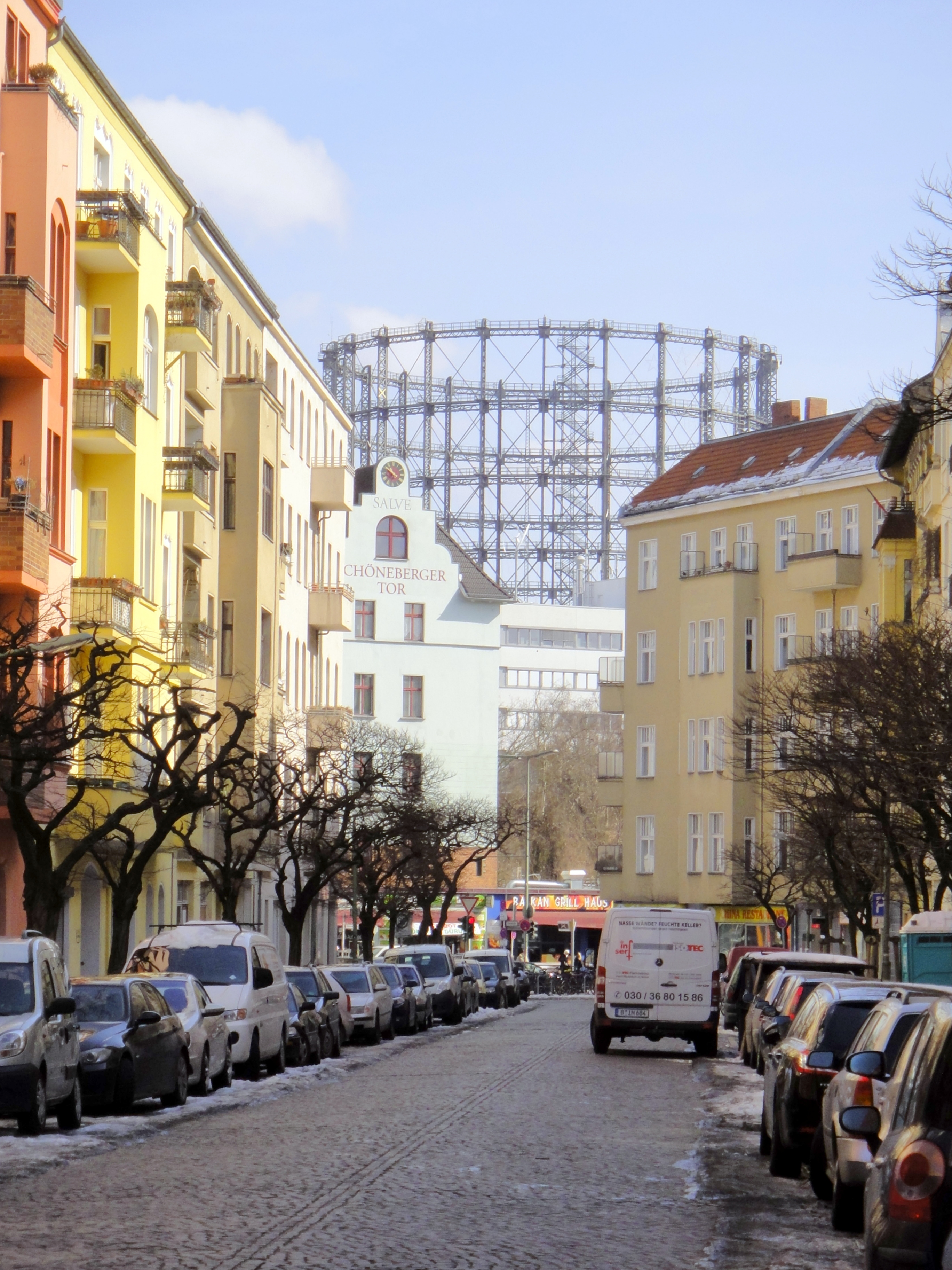
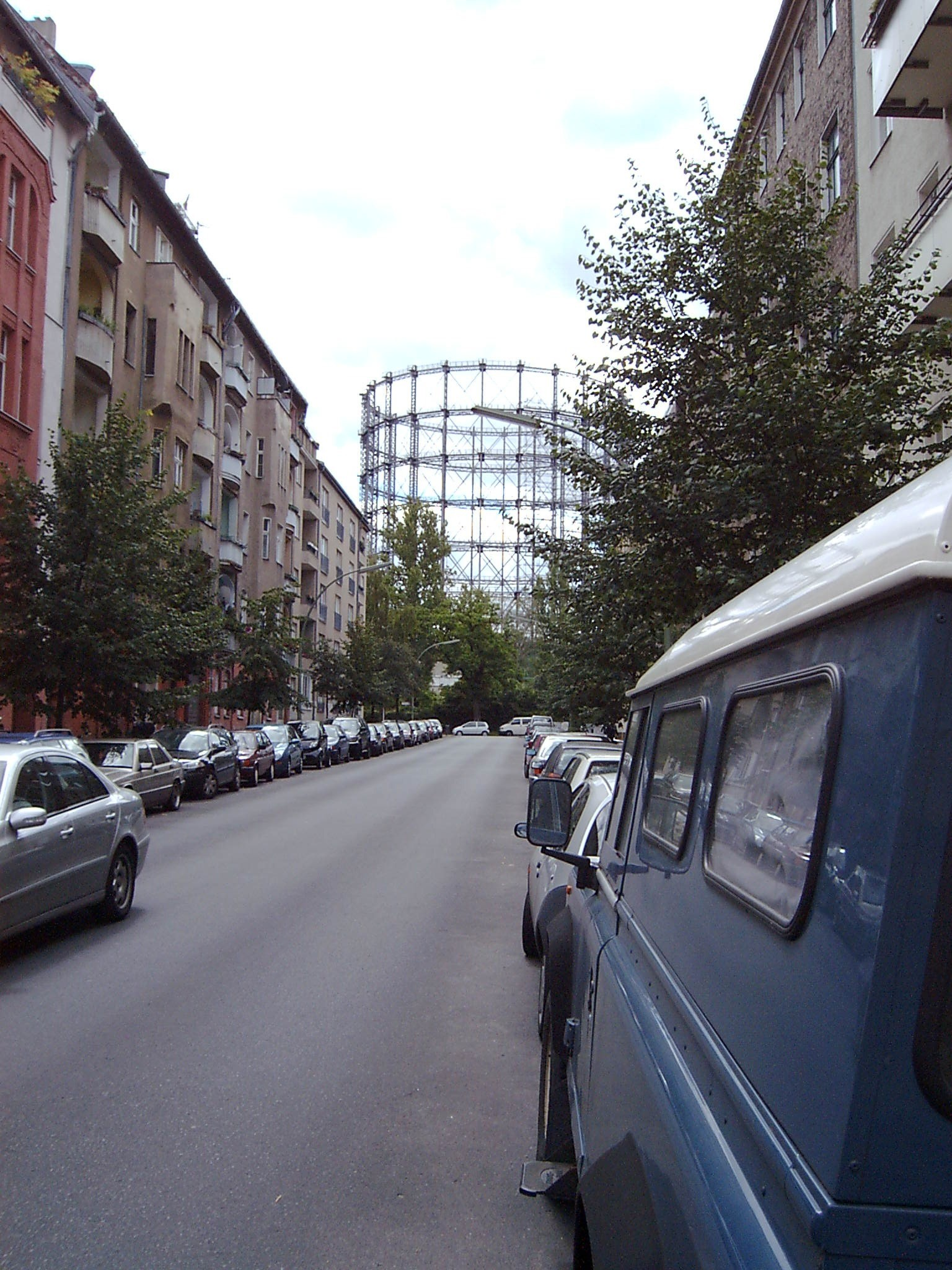
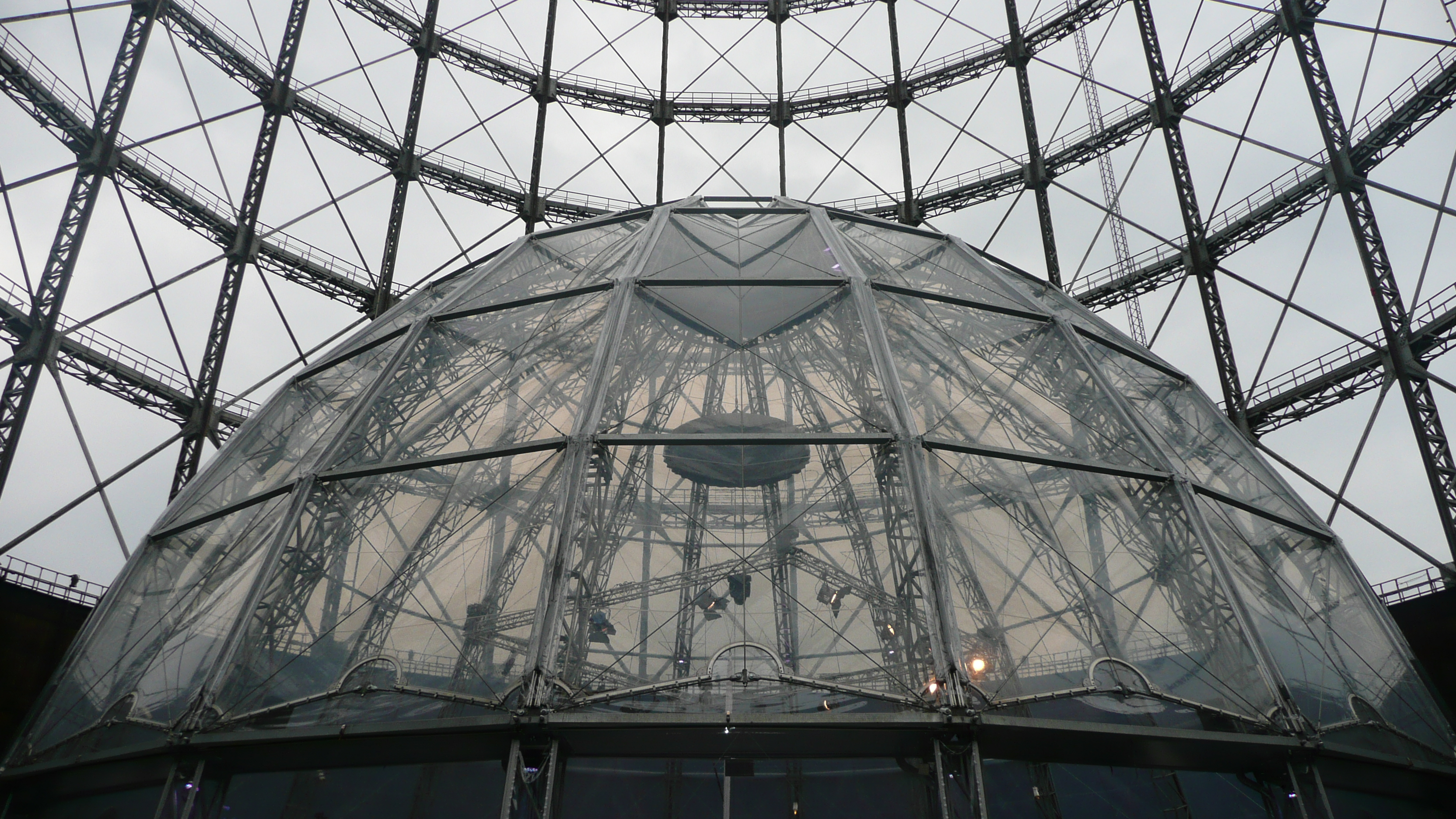
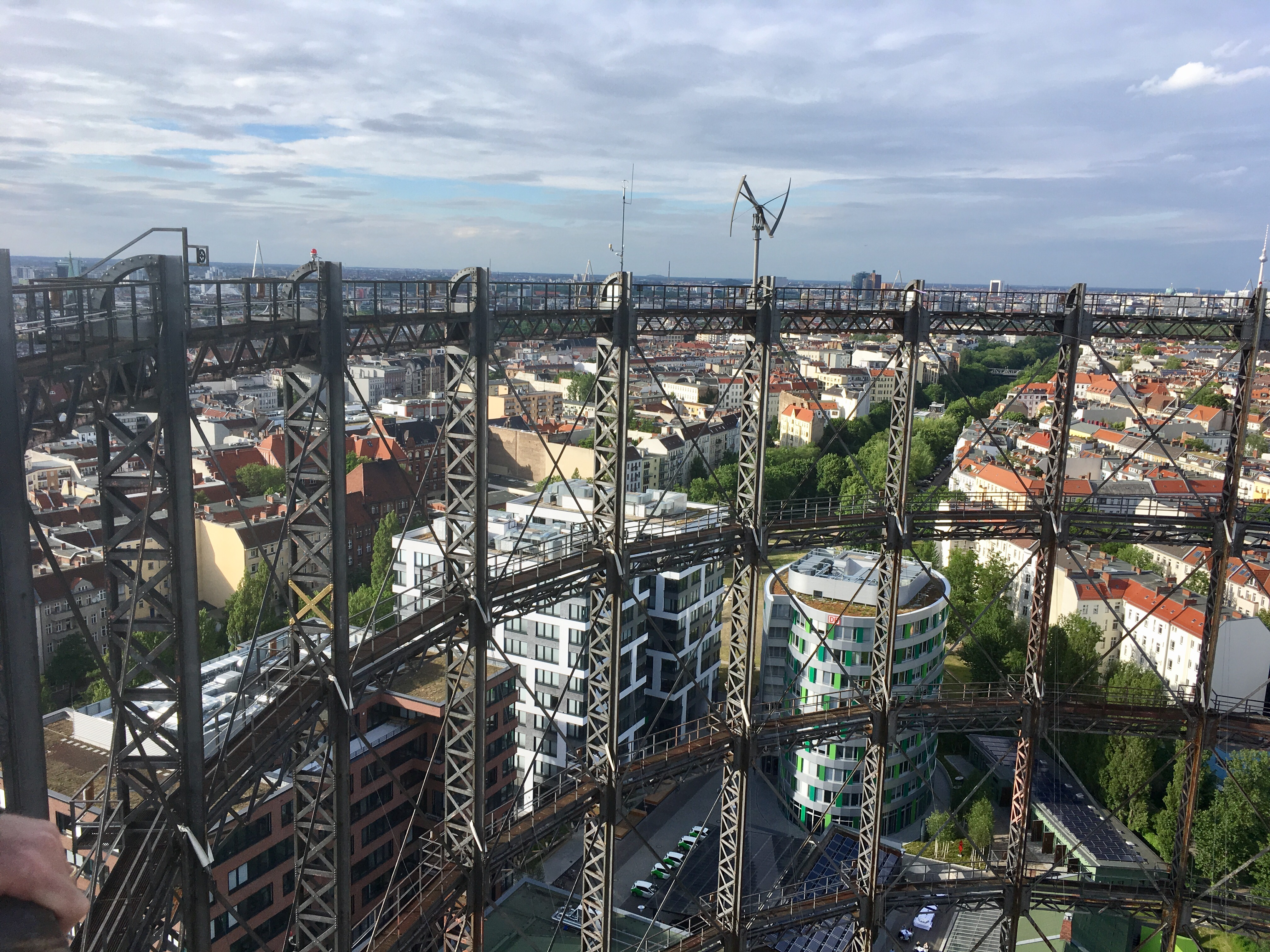
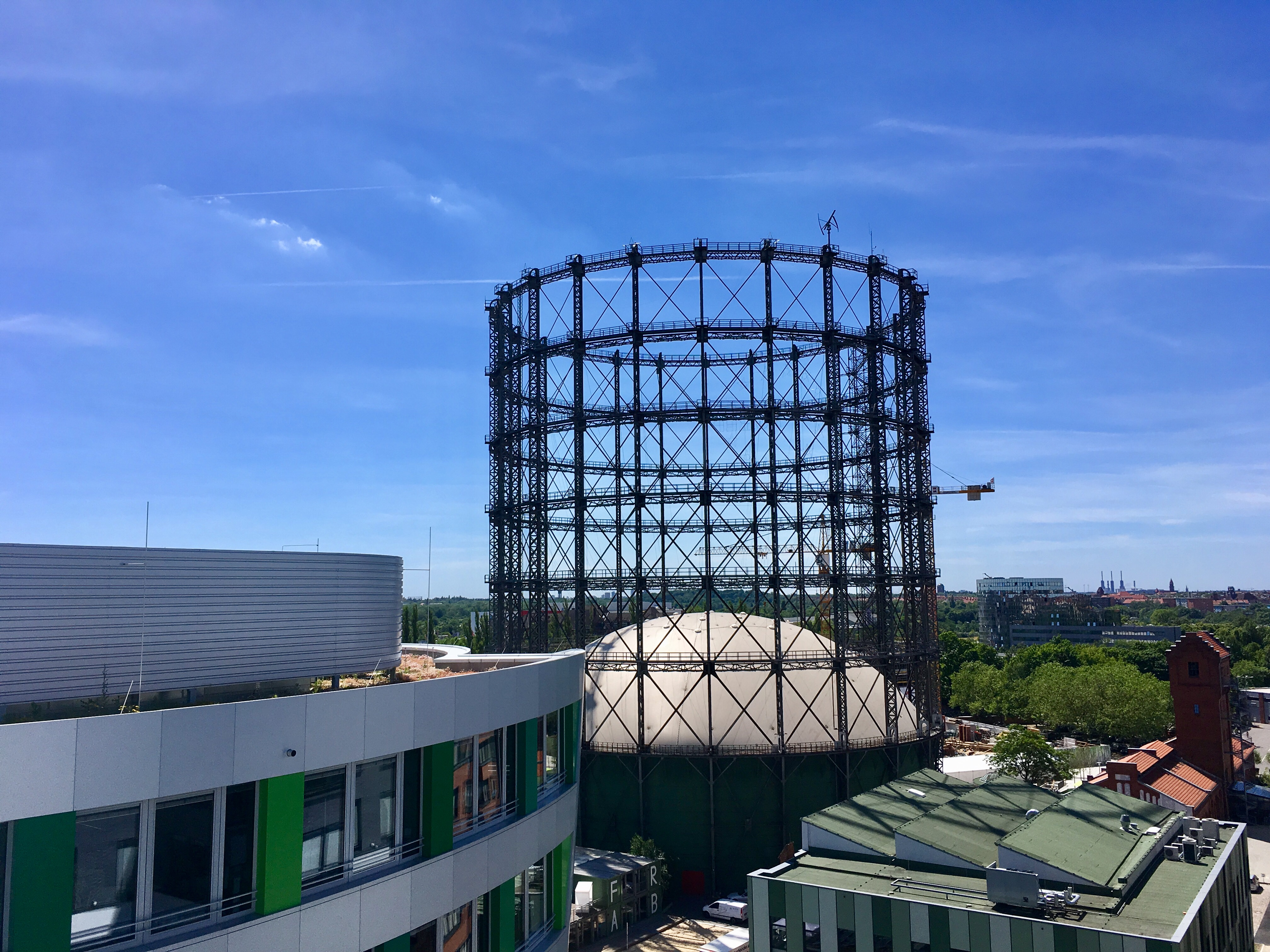